# Forum Liberale
Il Forum Liberale (in tedesco Liberales Forum, LiF) era un piccolo partito austriaco di centro liberale, membro dell'Internazionale Liberale e dell'ALDE. Nel gennaio il LIF si fuse col movimento NEOS - La nuova Austria diventando così NEOS - La nuova Austria e Forum Liberale.

## Storia

Logo usato in precedenza

È stato fondato il 4 febbraio 1993, quando dei liberali all'interno del FPÖ, compresi cinque membri del Consiglio nazionale (Nationalrat, Camera del Parlamento), uscirono dal partito.
Questi si scissero dal FPÖ poiché all'interno vi erano disaccordi fra l'ala liberale e la parte più orientata al nazionalismo. Jörg Haider aveva lanciato una petizione contro gli immigrati stranieri in Austria (il cosiddetto Österreich Zuerst Volksbegehren). Ciò era inaccettabile per la componente liberale. I fondatori di questo nuovo partito volevano un movimento che si rifacesse al liberalismo classico, cosa che il FPÖ aveva cessato di essere.
Il partito è riuscito a guadagnare 11 seggi nelle elezioni parlamentari del 1994, con il 5,51% dei voti. Tuttavia, in seguito alle dimissioni di Schmidt come presidente, nelle elezioni del 1999 il consenso è sceso il partito ha ottenuto il 3,65%, quindi non è riuscito a superare la soglia di sbarramento del 4% per entrare in Parlamento. Nelle elezioni del 2002 ha ottenuto l'1% dei voti e non ha ottenuto seggi.
Alle politiche del 2008 il LiF ha incrementato i consensi, salendo all'1,9%, dato comunque insufficiente ad eleggere deputati.

## Valori
Il Forum Liberale proponeva il liberalismo politico e sosteneva un mercato libero come fondamento del benessere sociale della gente. Inoltre il partito si impegnava per la protezione dell'ambiente e per la pace nel mondo.

## Risultati elettorali
| Elezione          | Voti    | %    | Seggi    |
| ----------------- | ------- | ---- | -------- |
| Parlamentari 1994 | 276 580 | 5,96 | 11 / 183 |
| Parlamentari 1995 | 267 078 | 5,51 | 10 / 183 |
| Europee 1996      | 161 583 | 4,26 | 1 / 21   |
| Parlamentari 1999 | 168 612 | 3,65 | 0 / 183  |
| Europee 1999      | 74 467  | 2,66 | 0 / 21   |
| Parlamentari 2002 | 48 083  | 0,98 | 0 / 183  |
| Parlamentari 2008 | 102 249 | 2,09 | 0 / 183  |